# Christophorus-Kapelle (Longerich)

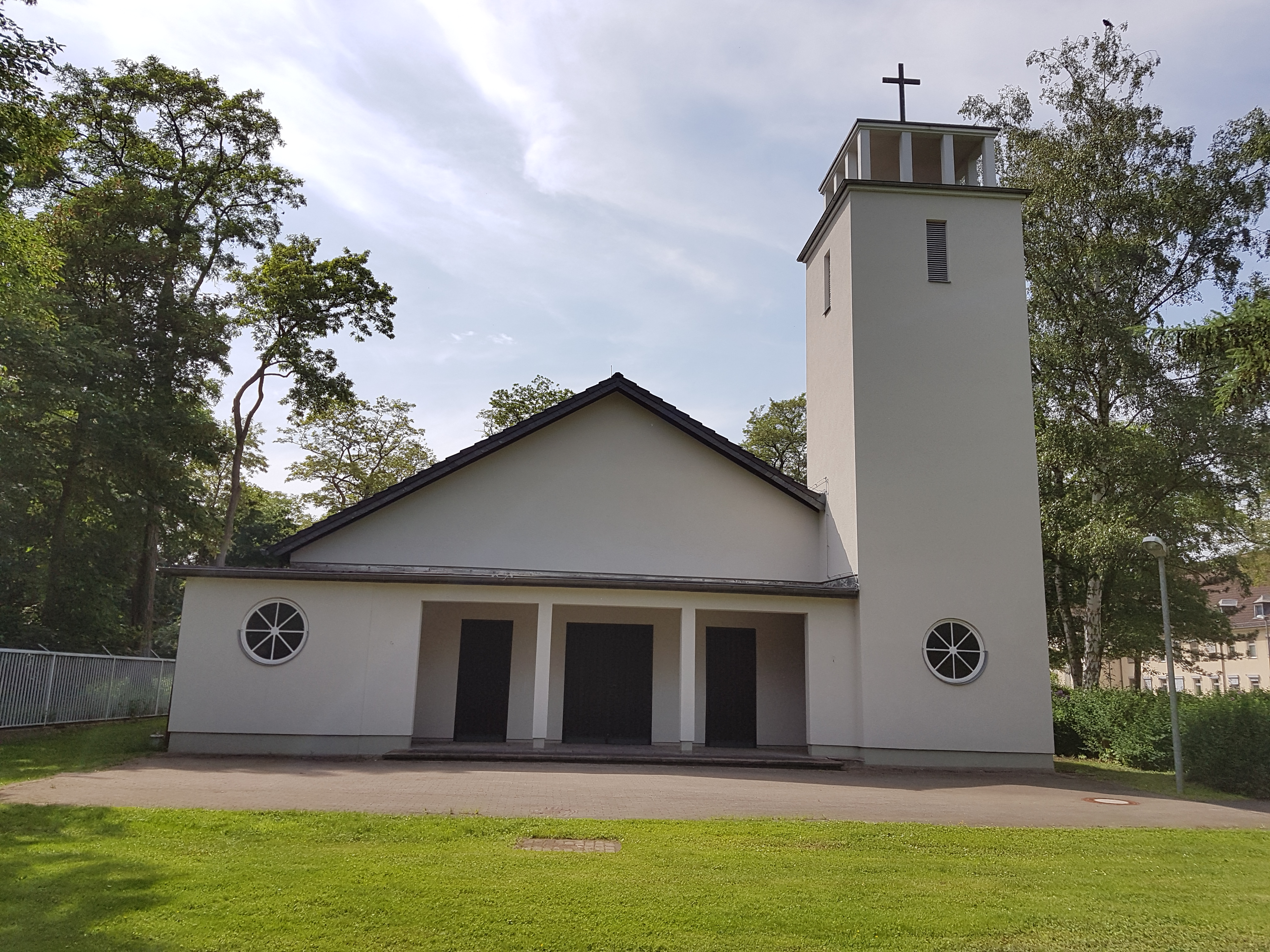
Kapelle

Die Christophorus-Kapelle ist ein Baudenkmal im Stadtteil Longerich im Stadtbezirk Nippes in Köln. Die unter Denkmalschutz stehende und 1957 erbaute Kapelle liegt auf dem Gelände der Lüttich-Kaserne der Bundeswehr, wo das Bundesamt für das Personalmanagement der Bundeswehr seinen Sitz hat. Die Kirche ist öffentlich nicht zugänglich, aber von der Militärringstraße durch den Zaun der Kaserne zu sehen. Das Bauwerk wurde am 23. Juli 2003 mit der Nummer 8624 in die Denkmalliste der Stadt Köln eingetragen und ist nach dem Heiligen Christophorus benannt, der zu den vierzehn Nothelfern zählt und in der katholischen Tradition besonders als Schutzheiliger der Reisenden bekannt ist.

## Geschichte
Die Kapelle wurde als Garnisonskirche von den belgischen Streitkräften in Köln genutzt, die die Kaserne von 1951 bis zur Übergabe an die Bundeswehr 1963 belegten.
Für die in der Kaserne stationierten ehemaligen Dienststellen, Fernmeldeausbildungsverband 70, Schule für Personal in integrierter Verwendung, Stammdienststelle der Bundeswehr und weitere, wurden und werden in der Kirche Standort-Gottesdienste abgehalten.

## Heutige Nutzung
Das Kulturdenkmal wird von der Bundeswehr für Zwecke der Militärseelsorge genutzt. So wurde im Juli 2024 in der Kapelle die neue Militärpfarrerin für den Standort durch den evangelischen Militärbischof in Deutschland, Dr. Bernhard Felmberg, in ihr Amt eingeführt.